# Sint-Rochuskapel (Hauset)

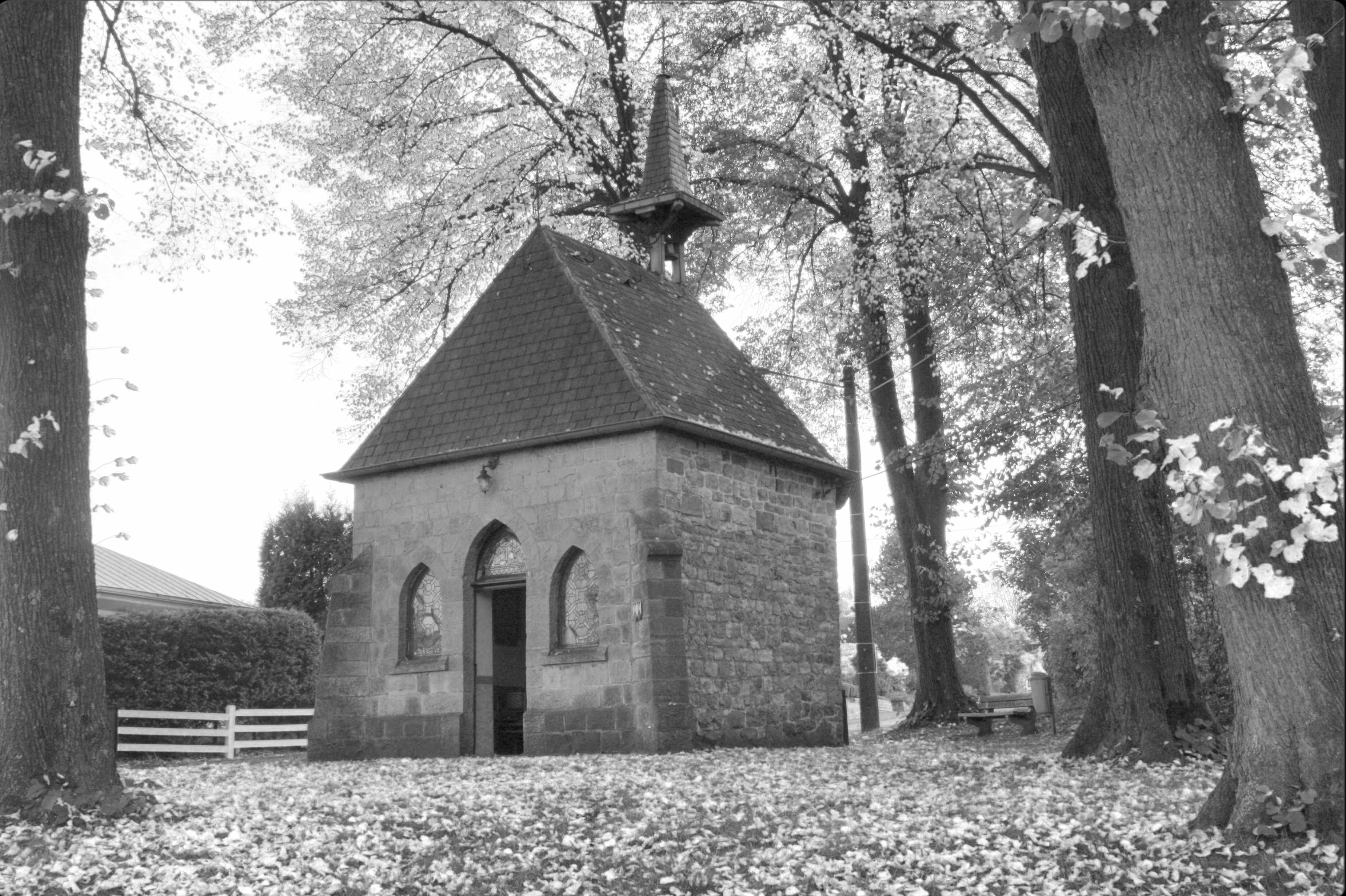
Sint-Rochuskapel

De Sint-Rochuskapel (Duits: Sankt Rochuskapelle) is een veldkapel in de tot de Belgische gemeente Raeren behorende plaats Hauset, gelegen aan de Asteneter Straße tussen hoge bomen.
De kapel is waarschijnlijk opgericht na een pestepidemie die van 1635-1637 plaatsvond. Sint-Rochus wordt namelijk aangeroepen tegen de pest. De stichtingsdatum is echter onzeker, men vermoedt omstreeks 1700. In 1707 werd de klok gewijd. In 1899 werd de voorgevel vernieuwd.
Het kapelletje heeft een schilddak met daarop een dakruiter. Het is uitgevoerd in breuksteen, en de jongere voorgevel in natuursteenblokken.